# Bethel Henry Strousberg

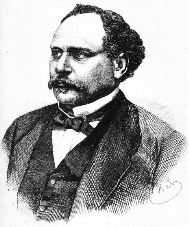
Bethel Henry Strousberg (Illustrirte Zeitung du 16 octobre 1869)

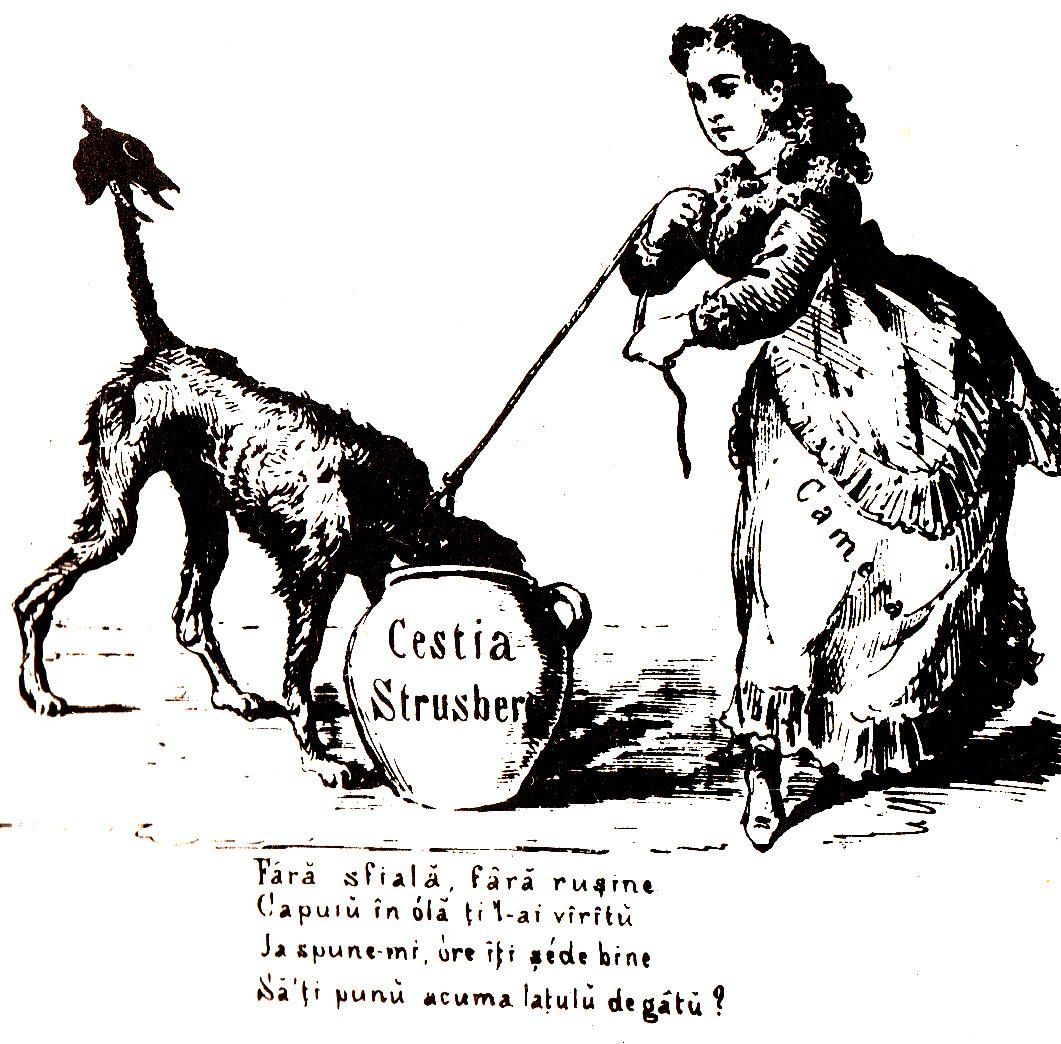
Caricature du magazine satirique roumain Ghimpele du 7 ai 1871, le chien (Empire allemand) mangeant dans un vaisseau (« affaire Strousberg »), attrapé et tenu en laisse par la Chambre des députés roumaine

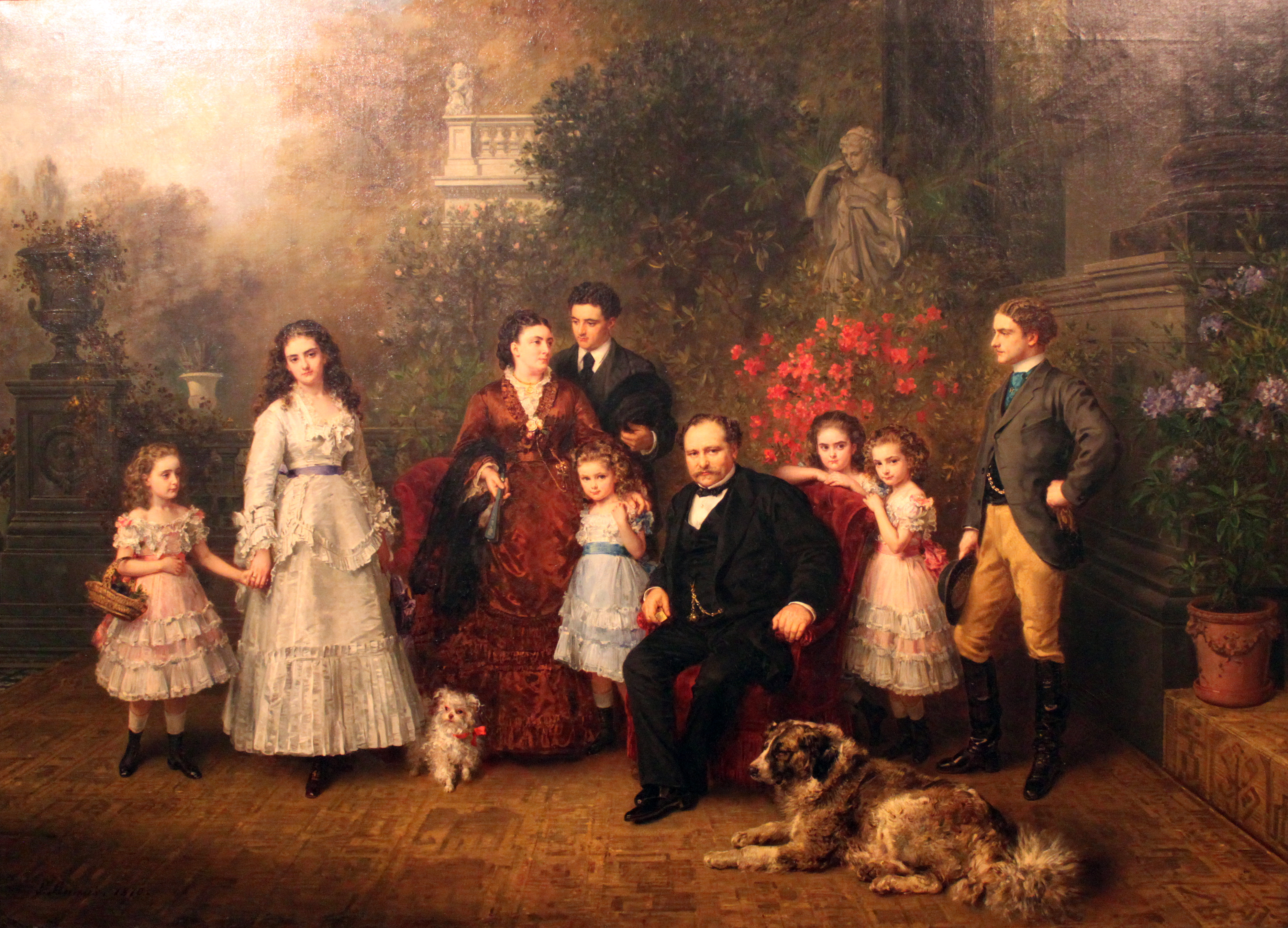
Portrait de la famille Strousberg par Ludwig Knaus, 1870

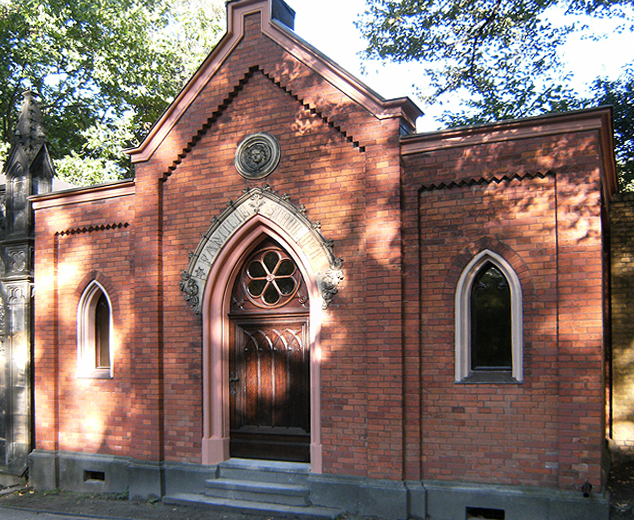
Mausolée de Strousberg après restauration

Bethel Henry Strousberg (né le 20 novembre 1823 à Neidenburg, et mort le 31 mai 1884 à Berlin ; né en fait Baruch Hirsch Strausberg, germanisé Barthel Heinrich Strausberg, changé en Strousberg à Londres) est un entrepreneur prussien de la période wilhelminienne qui vient d'un milieu modeste et est principalement impliqué dans la construction de chemins de fer. Il est considéré comme le "roi ferroviaire européen" et emploie parfois 100 000 ouvriers. 20 ans plus tard, son empire s'est effondré. Comme résidence conforme à son statut, Strousberg utilise le palais Strousberg (de) dans la Wilhelmstrasse de Berlin, construit par August Orth en 1867/68.

## Biographie
Il est issu d'une famille de commerçants juifs qui vit dans la ville de Neidenburg depuis deux générations. Son père est Abraham Baruch (à partir de 1813 Strausberg), le fils d'un riche marchand de terres. Sa mère, Caroline Gottheimer, est originaire de la ville d'Inowrocław. Strousberg étudie à l'école de Königsberg et obtient son diplôme d'études secondaires.
Après la mort prématurée de son père, il se rend à Londres en 1839 à l'âge de seize ans pour vivre avec son oncle maternel Gottheimer. Dans sa maison de négoce (commerce de charbon), il apprend le métier de commerçant. Il s'intéresse également aux langues, à la musique et à l'histoire. Toujours à Londres, il apprend à connaître le système bancaire et boursier et se forge une réputation d'économiste. Il rejoint également l'Église anglicane, anglicise son nom en Bethel Henry Strousberg et, en 1845, épouse la roturière anglicane Mary Ann Swan
La construction ferroviaire en cours en Grande-Bretagne éveille son intérêt, c'est pourquoi dès le début des années 1860, il fait des plans pour construire des chemins de fer en Prusse. Après la libéralisation de la politique ferroviaire prussienne en 1862, de bons contacts avec le nouveau ministre du Commerce Itzenplitz et des financiers britanniques lui donnent une concession pour construire la ligne de chemin de fer Insterbourg-Tilsit (de). Celle-ci est mise en service en 1865. Un projet beaucoup plus important est la construction du chemin de fer du sud de la Prusse-Orientale Pillau (Hafen)-Königsberg-Rastenbourg-Lyck-Prostken, qui entre en service en 1871, avec une connexion au réseau russe à large voie. Peu de temps après le début de la construction, de sérieuses difficultés surgissent avec le financement.
Au cours des années suivantes, d'autres lignes suivent, notamment Berlin-Görlitz, Hanovre-Altenbeken (de) et Breslau-Tarnowitz.
La méthode d'exécution et de financement des projets de construction pratiquée par Strousberg est novatrice. Il fait appel à des entrepreneurs généraux et répartit ainsi les risques. Les prestations de l'entrepreneur général ne sont toutefois pas payées en argent, mais par tranches, au fur et à mesure de l'avancement des travaux, avec des actions de la société ferroviaire nouvellement créée. Les fondateurs et les bailleurs de fonds ne doivent ainsi débourser qu'une fraction des coûts réels et perçoivent des commissions considérables, parfois même des bénéfices provenant de la livraison de matériel ferroviaire ou de la vente de terrains nécessaires aux installations ferroviaires.
Ce qui n'est pas sérieux, c'est que le capital-actions est fixé à un niveau plus élevé que les coûts de construction réels. L'entrepreneur général reçoit ainsi des actions dont la valeur nominale est supérieure aux coûts de construction. Le commerce de ces actions gonfle artificiellement la valeur des sociétés.
Strousberg s'engage en outre dans d'autres projets, par exemple en tant qu'éditeur de journaux avec le nouveau quotidien "Die Post (de)" nouvellement publié en 1866 ; il achète entre autres l'usine de machines Georg Egestorff à Hanovre, exploite des laminoirs et des hauts fourneaux ainsi que le marché aux bestiaux de Berlin (de), ultramoderne à l'époque. Comparé à d'autres entrepreneurs de l'époque, il a une attitude très sociale, verse des salaires relativement bons et assure des prestations sociales supplémentaires. En 1868, Strousberg achète le château de Miröschau en Bohême, et il est également propriétaire du château de Sbirow voisin.
Lorsque le prince Charles-Eitel-Frédéric de la maison de Hohenzollern devient prince de Roumanie en 1866, Strousberg profite de ses contacts avec le gouvernement pour faire parler de lui en tant qu'entreprise pour des projets ferroviaires dans ce pays. En raison de l'antagonisme prusso-autrichien de l'époque, la Prusse a intérêt à briser le monopole autrichien sur la navigation sur le Danube (de) et à établir une voie de transport terrestre. Grâce à des intrigues et des pots-de-vin, Strousberg obtient en été 1868 la concession pour la construction du chemin de fer roumain. Après des débuts prometteurs, des problèmes techniques et financiers apparaissent rapidement, qui entraînent tantôt une construction de mauvaise qualité, tantôt l'arrêt des travaux. Les critiques à l'égard de Strousberg entraînent même des implications diplomatiques. Strousberg doit se retirer de l'affaire avec de grosses pertes financières.
De 1867 à 1871, Strousberg est député du Reichstag de la Confédération de l'Allemagne du Nord pour le Parti conservateur pour la 9e circonscription du district de Königsberg.
En 1873, Strousberg fait également l'objet de critiques au niveau politique, dont le porte-parole est le député libéral du Reichstag, Eduard Lasker. Celui-ci dénonce les pratiques de financement des fondateurs et fait de Strousberg un exemple de manœuvres malhonnêtes ; son soutien, le comte Heinrich Friedrich August von Itzenplitz, doit démissionner de son poste de ministre. Strousberg survit d'abord sans trop de mal au crash des fondateurs, qui a également lieu en 1873, mais connaît un coup du sort personnel à la fin de l'année, lorsque son fils Arthur Strousberg (de) meurt à l'âge de 23 ans seulement.
Strousberg achète alors une tombe héréditaire sur le mur Est de l'ancien cimetière Saint-Matthieu à Schöneberg et y fait construire un mausolée pour sa famille. Il charge également Reinhold Begas de créer un monument funéraire pour son fils, qui doit prendre place dans le mausolée. Cependant, au moment de l'achèvement de l'œuvre d'art en 1874, ses difficultés financières se sont déjà aggravées au point qu'il ne peut plus payer Begas ; à un moment donné, Strousberg doit même mettre en gage le mausolée lui-même. Le modèle du monument funéraire d'Arthur Strousberg est restée en la possession de l'artiste, qui l'a fait couler en bronze à ses frais pour l'Exposition universelle de Paris en 1900 et a ainsi remporté un Grand Prix. La ville de Berlin achète le monument funéraire par la succession de Begas et le fait installer dans le IIe cimetière municipal de Reinickendorf (de), où il est conservé.
En 1875, Strousberg est arrêté après un départ précipité en train de Moscou à Saint-Pétersbourg pour non-paiement de traites arrivées à échéance. Quelques semaines plus tard, il est inculpé à Moscou d'incitation au délit de crédit. Ses entreprises font alors faillite. En 1876, il est déchu des droits qu'il avait obtenus en Russie et condamné à l'expulsion.
Strousberg passe ses dernières années à Berlin dans des conditions économiques très restreintes, avec des tentatives infructueuses de renouer avec ses succès antérieurs. Sa grande villa de la Wilhelmstraße est mise en faillite et est achetée plus tard par l'ambassade britannique. En 1998, l'ambassade construit un nouveau bâtiment au même endroit.
Bethel Henry Strousberg est décédé en 1884 à Berlin à l'âge de 60 ans des suites d'une crise cardiaque et est enterré dans le mausolée Strousberg (de) de l'ancien cimetière Saint-Matthieu, aux côtés de son fils Arthur et de sa femme Mary Ann, décédée deux ans plus tôt. La tombe existe encore aujourd'hui (champ J-OE-005). En 2009, le mausolée est restauré par la Fondation pour l'histoire du trafic / Service des monuments historiques de Bonn.

## Honneurs
En 1926, la ville de Hanovre donne son nom à une rue transversale entre la Göttinger et Ricklinger Straße. Comme Strousberg était d'origine juive, elle est rebaptisée Kettlerstraße en 1935 pendant la période nazie, en l'honneur du fondateur de l'Office fédéral des statistiques à Hanovre et de la Ligue du patrimoine de Basse-Saxe (de). Depuis 1945, elle s'appelle à nouveau Strousbergstraße.

## Travaux
- Lawson’s merchant’s magazine: statist and commercial review ed. by B. H. Strousberg. 1852–1853
- Dr. Strousberg und sein Wirken von ihm selbst geschildert. Mit einer Photographie und einer Eisenbahn-Karte. J. Guttentag (D. Collin), Berlin 1876. Digitalisiert von der Zentral- und Landesbibliothek Berlin, 2013. URN urn:nbn:de:kobv:109-1-7908828. Digitalisat
- Berlin, ein Stapelplatz des Welthandels durch einen Nord-Ostsee-Kanal. J. Guttentag (D. Collin), Berlin 1878
- Das kleine Journal. Hrsg. von Bethel Henry Strousberg. Berlin 1878–1881
- Fragen der Zeit. Essays. 1. Über Parlamentarismus. J. Guttentag (D. Collin), Berlin 1879 Digitalisat